# Oxya shanghaiensis
Oxya shanghaiensis är en insektsart som beskrevs av Willemse, C. 1925. Oxya shanghaiensis ingår i släktet Oxya och familjen gräshoppor. Inga underarter finns listade i Catalogue of Life.